# Wahlenbergia virgata
Wahlenbergia virgata är en klockväxtart som beskrevs av Adolf Engler. Wahlenbergia virgata ingår i släktet Wahlenbergia och familjen klockväxter. Inga underarter finns listade i Catalogue of Life.